# Road Trips Volume 1 Number 4
Road Trips Volume 1 Number 4 je koncertní album skupiny Grateful Dead. Jedná se o čtvrtou část série Road Trips. Album vyšlo 30. září 2008 u Grateful Dead Records. Album bylo nahráno ve dnech 21. a 22. října 1978 v Winterland Arena v San Franciscu, Kalifornie. Speciální verze obsahuje ještě jeden disk s šesti bonusovými skladbami.

## Seznam skladeb
| Disk 1 | Disk 1              | Disk 1         | Disk 1 |
| Pořadí | Název               | Autor          | Délka  |
| ------ | ------------------- | -------------- | ------ |
| 1.     | Sugaree             | Garcia, Hunter | 13:40  |
| 2.     | Passenger           | Lesh, Monk     | 3:39   |
| 3.     | Stagger Lee         | Garcia, Hunter | 7:28   |
| 4.     | I Need A Miracle    | Weir, Barlow   | 7:37   |
| 5.     | Got My Mojo Working | Foster         | 12:12  |
| 6.     | The Other One       | Weir           | 7:32   |
| 7.     | Stella Blue         | Garcia, Hunter | 11:53  |
| 8.     | Sugar Magnolia      | Weir, Hunter   | 8:48   |
| 9.     | U.S. Blues          | Garcia, Hunter | 5:42   |

| Disk 2         | Disk 2                          | Disk 2                       | Disk 2 |
| Pořadí         | Název                           | Autor                        | Délka  |
| -------------- | ------------------------------- | ---------------------------- | ------ |
| 1.             | Ollin Arageed                   | El Din                       | 3:30   |
| 2.             | Deal                            | Garcia, Hunter               | 6:28   |
| 3.             | Peggy-O                         | trad., arr. by Grateful Dead | 9:10   |
| 4.             | Jack Straw                      | Weir, Hunter                 | 6:32   |
| 5.             | Scarlet Begonias                | Garcia, Hunter               | 11:44  |
| 6.             | Fire on the Mountain            | Hart, Hunter                 | 12:40  |
| 7.             | Not Fade Away                   | Petty, Holly                 | 21:43  |
| 8.             | Goin' Down the Road Feeling Bad | trad., arr. by Grateful Dead | 7:56   |
| Celková délka: | Celková délka:                  | Celková délka:               | 159:13 |

| Bonusový disk  | Bonusový disk              | Bonusový disk  | Bonusový disk |
| Pořadí         | Název                      | Autor          | Délka         |
| -------------- | -------------------------- | -------------- | ------------- |
| 1.             | Bertha                     | Garcia, Hunter | 7:17          |
| 2.             | Good Lovin'                | Resnick, Clark | 7:49          |
| 3.             | Estimated Prophet          | Weir, Barlow   | 14:52         |
| 4.             | He's Gone                  | Garcia, Hunter | 10:35         |
| 5.             | If I Had the World to Give | Garcia, Hunter | 8:40          |
| 6.             | Around and Around          | Berry          | 9:24          |
| Celková délka: | Celková délka:             | Celková délka: | 58:36         |

## Sestava

### Grateful Dead
- Jerry Garcia – sólová kytara, zpěv
- Bob Weir – rytmická kytara, zpěv
- Phil Lesh – basová kytara
- Donna Jean Godchaux – zpěv
- Keith Godchaux – klávesy
- Mickey Hart – bicí
- Bill Kreutzmann – bicí

### Hosté
- Hamza El Din – úd, zpěv v „Ollin Arageed“
- John Cipollina – kytara v „Not Fade Away“ a „Goin' Down the Road Feeling Bad“
- Lee Oskar – harmonika v „Got My Mojo Working“, „The Other One“, „Stella Blue“ a „Sugar Magnolia“